# Лимбург-Штирум, Фридрих цу
Граф Фридрих Вильгельм Лимбург-Штирум (нем. Friedrich zu Limburg-Stirum; 6 августа 1835, Гаага — 27 октября 1912, Гросс-Петервиц) — германский политический деятель из рода Лимбург-Штирумов.
Сын графа Фредерика Адриан Лимбург-Штирум (1804-1874) и его второй жены Йоханны Франциски Викторины Эберс (1808–1878).
Занимал различные должности в посольствах в разных странах Европы; в 1892 г. должен был выйти в отставку вследствие предпринятой им агитации против либеральной торговой политики правительства (графа Каприви). В 1871—1905 гг. был депутатом в прусском ландтаге; в рейхстаг избран в 1893 г., переизбран в 1898 и 1903 г. Долго был президентом консервативной партии прусского ландтага. В 1880-81 гг. возглавлял министерство иностранных дел.

## Брак и дети
В 1865 году он женился на Пауле Минетте Терезе фон Мейеринк (1844-1925). От этого брака родилось пятеро детей:
- Иоганна (1866–1944); вышла замуж в 1887 году за графа Гюнтера фон Чиршки и Бегендорфа;
- Феодора (1867–1953); вышла замуж в 1902 году за графа Августа фон Пюклер-Гродица[нем.] (1864-1937), пятеро детей;
- Фридрих[нем.] (1871–1953); женился в 1907 году на Люси фон Лирес унд Вилькау (1885–1909), дочь и сын;
- Ричард[нем.] (1874–1931); женился в 1914 году на баронессе Эдит фон Боденхаузен (1888–1961), трое дочерей;
- Менно (1881–1953); он женился в 1916 г. (развелся в 1918 г.) на Хильдегард Вертхайм (1894–1919).